# La Bazoque (Orne)
La Bazoque è un comune francese di 252 abitanti situato nel dipartimento dell'Orne nella regione della Normandia.

## Società

### Evoluzione demografica
Abitanti censiti